# Ave Maria (música)
Ave Maria és el títol d'innombrables composicions musicals, la majoria de caràcter religiós, moltes d'aquestes amb l'oració Ave Maria, en llatí, com a lletra.

## Composicions religioses
- "Ave Maria ... Virgo serena", un motet del segle xv de Josquin Des Prés.
- Ave Maria (1555), motet a cappella de Francisco Guerrero.
- "Ave Maria a 5 veus" de Nicolas Gombert, compositor flamenc del segle xvi.[a]
- Pater noster - Ave Maria (1545), motets a 4 veus d'Adrian Willaert. Pater noster és la primera part i Ave Maria la segona.
- Ave Maria Stella, a quatre veus, del llibre de misses de 1583 de Tomás Luis de Victoria.
- "In annuntiatione Beata Maria", Ave Maria a vuit veus del llibre de motets, de 1589, de Tomás Luis de Victoria.
- Ave Maria, motet de Joseph-Hector Fiocco [1703-1741].
- Ave Maria de Rameau (segle xviii)
- Ave Maria (1788) de Mozart, cànon a quatre veus a cappella.
- Ave Maria de Cherubini (1816), motet per a soprano i clarinet amb acompanyament de cordes.
- Ave Maria de Gaetano Donizetti.
- Ave Maria (1825), una composició de Franz Schubert el títol original de la qual és "Ellens dritter Gesang".
- Ave Maria, Op 23, No 2 (1830) de Felix Mendelssohn.
- Ave Maria (1845) de César Franck, per a cor.
- Ave Maria (1846, 1a versió) (1852, 2a versió) de Franz Liszt.
- Tres motets, WAB5 (1856), WAB6 (1861) i WAB7(1881) d'Anton Bruckner.
- Ave Maria, Op. 12 (1858), primera obra coral de Johannes Brahms, escrita originalment per a òrgan i arreglada posteriorment pel compositor per a acompanyament amb orquestra i el 1878 per a piano.
- Ave Maria FWV 57 (1858), motet per a soprano, baix i òrgan de Cessar Franck.
- Ave Maria (1859), un ària de Charles Gounod, basada en una obra de Johann Sebastian Bach.
- Ave Maria, obra per a 4 veus i òrgan a "Morceaux réservés", (Cançons reservades), extret de "Pecats de vellesa" de Gioachino Rossini.
- Ave Maria, Op. 80 (1866) de Luigi Luzzi.
- Ave Maria (WD 134) (1869), del compositor francès Georges Bizet, per a soprano, violoncel i òrgan. Alternativament es pot interpretar amb tenor, violí o piano .
- Ave Maria en Si menor (1880), de Camille Saint-Saëns, a "Motets à la Sainte-Vierge".
- Ave Maria (1887), un ària de l'òpera Otello de Giuseppe Verdi.
- Ave Maria, Op. 2, No.2 (1887) d'Edward Elgar.
- Ave Maria, cor a cappella a quatre veus, de Verdi, publicat el 1889 en l'obra "Quatre peces sacres".
- Ave Maria (1896) de Guy Ropartz, per a 4 veus, a cappella.
- Ave Maria, Op. 9B (1900) de Holst, a cappella.
- "Ave Maria plena di grazia" (1918) de l'òpera Suor Angelica de Puccini.
- Ave Maria (1918) per a cor a quatre veus mixtes, a cappella, de Heitor Villa-Lobos.
- Ave Maria (1934) de Stravinsky.
- Ave Maria, Op. 95 (1942) per a cant i piano, de Joaquín Turina.
- Ave Maria (1964), obra coral de Franz Biebl.
- Ave Maria (1965), obra per a cor mixt, de Frederic Mompou.
- "Ave Maria de Caccini" (1970), ària del compositor rus Vladimir Fyodorovich Vavilov, atribuïda erròniament a Giulio Caccini.
- "Ave Maria Guaraní" (1986) d'Ennio Morricone, pertanyent a la pel·lícula La missió.
- Ave Maria ("Bogoróditse Djévo") (1990), obra coral a cappella d'Arvo Pärt.
- Ave Maria (1997), obra coral a cappella de Morten Lauridsen.
- Ave Maria (2013) d'Esko Riho Maimets.

## Altres composicions
- "Ave Maria no morro" (1943) d'Herivelto Martins.
- Ave María (1968) de Manuel Alejandro, popularitzada per Raphael.
- Ave Maria (2002) de Kike Santander i Gustavo Santander, popularitzada per David Bisbal.